# Ambivali T. Tungartan
Ambivali T. Tungartan es una ciudad censal situada en el distrito de Raigad en el estado de Maharashtra (India). Su población es de 6497 habitantes (2011). Se encuentra  a 54 km de Bombay y a 80 km de Pune.

## Demografía
Según el censo de 2011 la población de Ambivali T. Tungartan era de 6497 habitantes, de los cuales 3526 eran hombres y 2971 eran mujeres. Ambivali T. Tungartan tiene una tasa media de alfabetización del 90,61%, superior a la media estatal del 82,34%: la alfabetización masculina es del 93,34%, y la alfabetización femenina del 87,40%.